# Lengyel–litván–lovagrendi háború (1401–04)
Az 1401–04-es lengyel–litván–lovagrendi háború a Német Lovagrend és Švitrigaila indította háború II. (Jagelló) Ulászló lengyel és Nagy Vytautas litván uralkodók ellen.
A német lovagok II. Ulászló lengyel királlyal szemben a XIV. század végén még Vytautast támogatták, mivel a lengyel király rokona hatalmát állandóan korlátozni akarta. 1398-99-ben a litvánok és a lovagok még egy közös hadjáratot is indítottak Toktamis kánnal együtt az ukránokkal, a havasalföldiekkel, az oroszokkal, a lengyelekkel és a moldvaiakkal szemben, de vereséget szenvedtek Temür Kutlug kántól.
1400-ban a lovagrend elfordult Vytautastól és II. Ulászló testvérét, a litván trónra szintén pályázó Švitrigailát támogatták. II. Ulászló és Vytautas összefogott ellenük, és 1401-ben kitört a háború. Švitrigailát a lengyel-litván sereg legyőzte, ám a Lovagrend felülkerekedett rajtuk. 1404-ben a lovagok hadjáratot vezettek Litvániába és elfoglalták Szamogitia nyugati litván régiót. A lovagok a terület megszerzésével szárazföldi összeköttetést létesítettek livóniai területükkel, ahol az önkormányzattal bíró águk, a Kardtestvérek rendje igazgatta az országot.
Lengyelország ezzel azonban már teljesen el volt zárva a Balti-tengertől, amely annál jobban sértette érdekeit. A vereség ellenben fontos inspirációval volt a Lengyel–litván unióra, mert Vytautas és II. Ulászló végleg kibékült, világosan látták ugyanis, hogy meg kell szabadulniuk a Német Lovagrendtől. Vytautas 1406-08-ban még tovább hadakozott Švitrigailával, ezért csak 1409-ben tudták a döntő nagy háborút megkezdeni a teuton lovagok ellen.